# Ko-kwel
Els coquille o ko-kwel són una tribu ameríndia situada al sud-oest d'Oregon als EUA, on el riu Coos desemboca a Coos Bay. El 1856 foren obligats a traslladar-se al territori de les reserves Siletz i Grand Ronde. El 1954 el govern federal dels Estats Units decidí aplicar-los la política de terminació índia en el seu reconeixement tribal, però el 1989 la tribu fou novament reconeguda federalment.

## Nom
El nom dels coquille s'assembla a la paraula francesa per "cloïssa". Això ha portat a l'especulació que el nom s'uneix als pobles indis pels paranyers francocanadencs que treballaven per a la Companyia del Nord-oest, a causa de la dieta de la població en crustacis i l'ús de petxines com a adorn personal. No obstant això, un informe escrit per a la moderna Tribu índia Coquille suggereix que el nom prové d'una mala pronunciació d'una paraula nativa, possiblement un riu, lloc geogràfic, o persona.

## Grups
Els grups coquille inclouen els alts coquille (mishikwutinetunne "gent que viu al corrent anomenat Mishi"), kwatami, shasta costa, dakubetede (applegate), i tututnis. Els tututnis inclouen els yukichetunne, tututnis, mikonotunne, chemetunne, chetleshin, kwaishtunnetunne, i taltushtuntede (galice). A començaments del segle xix potser eren uns 8.000 individus, però els contactes amb els paranyers blancs i les malalties els reduïren a uns centenars a començaments del segle xx.

## Llengua
La llengua coquille està extinta; pertanyia a la branca meridional de les llengües atapascanes (tronc na-dené) classificada com a part de la branca tolowa-galice de la costa d'Oregon. El seu estil de vida, com les de la majoria de tribus de la Costa Nord-oest, es basa en la pesca i la recollida de marisc. Vivien en cases de planxes de cedre.

## Història
L'ocupació humana de les zones costaneres coquille es remunta a fa 8000 anys i 11.000 anys a les zones de l'interior. Els paranys per a peixos utilitzats en la part baixa del riu Coquille es remunten almenys 1.000 anys. Les històries orals extenses dels coquille s'han recollit i conservat a la Biblioteca de la Tribu Índia Coquille a Coos Bay (Oregon).
Els coquille pescaven a les aigües baixes i estuaris al llarg de la costa d'Oregon usant cistelles i trampes, alhora que recollien cloïsses.
Els estudiosos moderns han documentat una àmplia xarxa de senders, camins i rutes en canoa que els coquille havien desenvolupat en el moment de contacte per la Companyia del Nord-oest d'Alexander Roderick McLeod en 1826.
Després del tractat de 1855 els coquille es van veure obligats a passar a la reserva índia costanera (actualment reserva Siletz). Avui els coquille estan repartits en dues entitats tribals: la tribu índia Coquille o les Tribus Confederades Siletz.